# Charles Thurstan Shaw
Pour les articles homonymes, voir Shaw.
Ne doit pas être confondu avec Charles Shaw.
Charles Thurstan Shaw, né le 27 juin 1914 à Plymouth (Angleterre) et mort le 8 mars 2013 à Cambridge (Angleterre), est un archéologue britannique connu pour être le premier spécialiste qualifié à avoir travaillé en Afrique occidentale britannique.
Il s'est spécialisé dans la culture ancienne des actuels Ghana et Nigeria.

## Biographie
Né à Plymouth, en Angleterre, en juin 1914, Thurstan Shaw est le deuxième fils du révérend John Herbert Shaw, un prêtre anglican, et de Grace Irene Woollatt. Il effectue ses études à la Blundell's School de Tiverton, puis au Sidney Sussex College de l'université de Cambridge, notamment en archéologie,.
Encouragé par Louis Leakey, primatologue, paléontologue et archéologue kényan, a s'intéresser, dès 1937, à l'Afrique de l'Ouest, il devient un spécialiste les cultures anciennes du Ghana et du Nigeria actuels. Il contribue à la création d'institutions universitaires, notamment le Musée national du Ghana et le département d'archéologie de l'université du Ghana.
En 1959, il est invité par le département des antiquités du Nigeria à mener une fouille à Igbo-Ukwu, où de nombreux bronzes anciens avaient été trouvés par un villageois. Il va y faire des recherches de 1959 à  1964. Igbo-Ukwu est situé près de l'ancienne ville d'Onitsha dans l'est du Nigeria. Les fouilles de Shaw révèlent d'autres pièces de bronze qui témoignent d'une civilisation Igbo sophistiquée du IXe siècle, ayant développé une pratique métallurgique élaborée,. Ses fouilles ont également mises à jour des objets en terracotta et des milliers de perles de commerce, preuve d'échanges commerciaux s'étendant jusqu'en Égypte. Il a également mis en exergue des pratiques rituelles liées aux enterrements et aux sites sacrés,.
Il commence à travailler avec l'université d'Ibadan en 1960. Il y fonde et développe le département d'archéologie. Il le dirige ensuite pendant plus de dix ans. Il revient d'Afrique en Angleterre en 1976, lorsqu'il est nommé directeur des études d'archéologie et d'anthropologie au Magdalene College, à Cambridge. Il occupe ce poste jusqu'en 1979. Il meurt le 8 mars 2013.

## Récompenses et distinctions
- En 1972, Shaw est fait Commandeur de l'C.B.E.[7].
- En 1989, il reçoit les titres de Onuna Ekwulu de Nri et dOnyafuonka d'Igboland lors d'une conférence internationale à Ibadan à l'occasion de son 75e anniversaire[2].
- En 2010, un hommage lui est rendu au Congrès archéologique mondial à l'occasion de son 96e anniversaire.